# 末広 (宮崎市)
末広（すえひろ）とは、宮崎県宮崎市内の地名。小戸地域自治区に属している。郵便番号は880-0012。2023年現在、末広1丁目-2丁目が設置されており、住居表示実施地域である。

## 地理
宮崎市の小戸地域自治区にす。東から西にかけて順に1丁目、2丁目が設置され、住宅街を形成する。
北を元宮町、南高松町、東を上野町、南・西を松橋1-2丁目と接する。

## 世帯数と人口
2023年（令和5年）8月1日現在の世帯数と人口は以下の通りである。
| 町丁      | 世帯数  | 人口  |
| --------- | ------- | ----- |
| 末広1丁目 | 458世帯 | 627人 |
| 末広2丁目 | 381世帯 | 557人 |

## 小・中学校の学区
市立小・中学校に通う場合、学区は以下の通りとなる。
| 町名 | 小学校             | 中学校               |
| ---- | ------------------ | -------------------- |
| 末広 | 宮崎市立小戸小学校 | 宮崎市立宮崎西中学校 |

## 交通

### バス
宮交グループの運営するバスが営業している。

### 道路
- 国道269号